# Eva-Maria Schreiter
Eva-Maria Schreiter (geb. Forker; * 29. November 1944 in Freital) ist eine deutsche Grafikerin.

## Leben und Werk
Eva-Maria Forker absolvierte bis 1963 in Freital die Erweiterte Oberschule und danach bis 1966 eine Lehre als Musterzeichnerin. Daneben machte sie ein Abendstudium an der Hochschule für Bildende Künste Dresden (HFBK). Von 1966 bis 1971 studierte sie an der HFBK bei Günter Horlbeck und Gerhard Kettner Grafik. Für ihr Diplom schuf sie einen Grafik-Zyklus, der im neu errichteten Bildungszentrum Cottbus als Wandschmuck Verwendung finden sollte und eine Grafikmappe zum Gedenken an Johannes R. Becher.
Von 1971 bis 1975 war sie Aspirantin bzw. Assistentin in der Fachrichtung Grafik und ab 1976 Oberassistentin für das künstlerische Grundlagenstudium. Sie war in diesem Zeitraum neben Jutta Damme und Ursula Rzodeczko neben 24 Männern die einzige weibliche Lehrkraft.
Eva-Maria Schreiter war bis 1990 Mitglied im Verband Bildender Künstler der DDR. Sie ging nach dem Ende ihrer Lehrtätigkeit wieder nach Freital.
Grafiken Eva-Maria Schreiters sind im Kunsthandel präsent.

## Darstellung Eva-Maria Schreiters in der bildenden Kunst
- Hans Theo Richter: Eva-Maria Schreiter (1968, Lithografie, 23 × 17 cm; WV Schmidt 1974, Nr. 598)[2]
- Hans Theo Richter: Eva-Maria Schreiter mit Haarschleife (1969, Lithografie, 30,3 × 16,5 cm; WV Schmidt 1974, Nr. 617)[3]

## Druckgrafische Werke (Auswahl)
- Jugend (Aquatinta; als Originalgrafik publiziert im Junge-Welt-Kunstkalender 1973)[4]
- Sozialistische ökonomische Integration (um 1976, Metalldruck)[5]
- Begegnungen (um 1976, Metalldruck)[6]
- Impression Weltfestspiele 1973 (um 1976, Metalldruck)[7]
- Proletarier aller Länder … (um 1976, Metalldruck)[8]

## Ausstellungen (unvollständig)

### Einzelausstellungen
- 1976, 1977 und 1983: Dresden
- 1978: Freital
- 1981: Karl-Marx-Stadt

### Beteiligungen
- 1973 und 1976: Berlin („intergrafik“)
- 1974, 1979 und 1985: Dresden, Bezirkskunstausstellungen
- 1975: Dresden und Leningrad („Brüderlich verbunden. Gemeinsame Ausstellung Leningrader und Dresdner Bildender Künstler“)
- 1979: Berlin, Altes Museum („Jugend in der Kunst“)
- 1979: Dresden, Galerie Nord („Kunst als Auftrag“)
- 1981: Dresden, Ausstellungszentrum am Fučík-Platz („25 Jahre NVA“)
- 1983: Berlin und weitere Städte („Karl Marx. Künstlerbekenntnisse“)
- 1986: Magdeburg, Kloster Unser Lieben Frauen („Grafik in den Kämpfen unserer Tage“)
- 1986: Cottbus, Staatliche Kunstsammlungen („Soldaten des Volkes – dem Frieden verpflichtet. Kunstausstellung zum 30. Jahrestag der Nationalen Volksarmee“)

## Weblink
- Werke im Bildindex der Kunst und Architektur